# Buzlupınar
Buzlupınar (türkisch für eisige Quelle) ist eine Ortschaft (Köy) im Landkreis Hozat der türkischen Provinz Tunceli. Im Jahr 2011 hatte der Ort Buzlupınar 77 Einwohner.